# Ningaloorevet

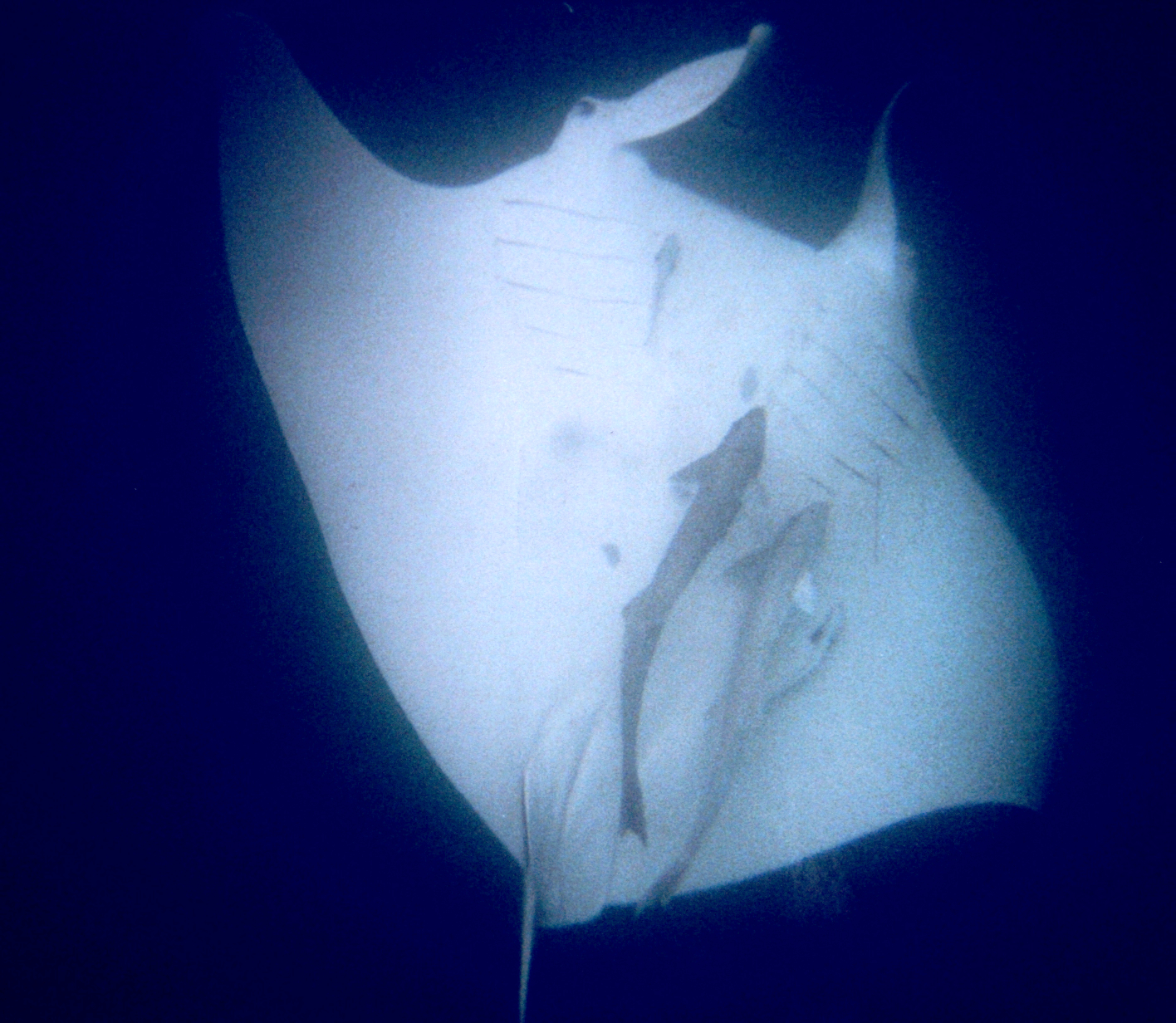
En manta med sugfiskar vid revet.

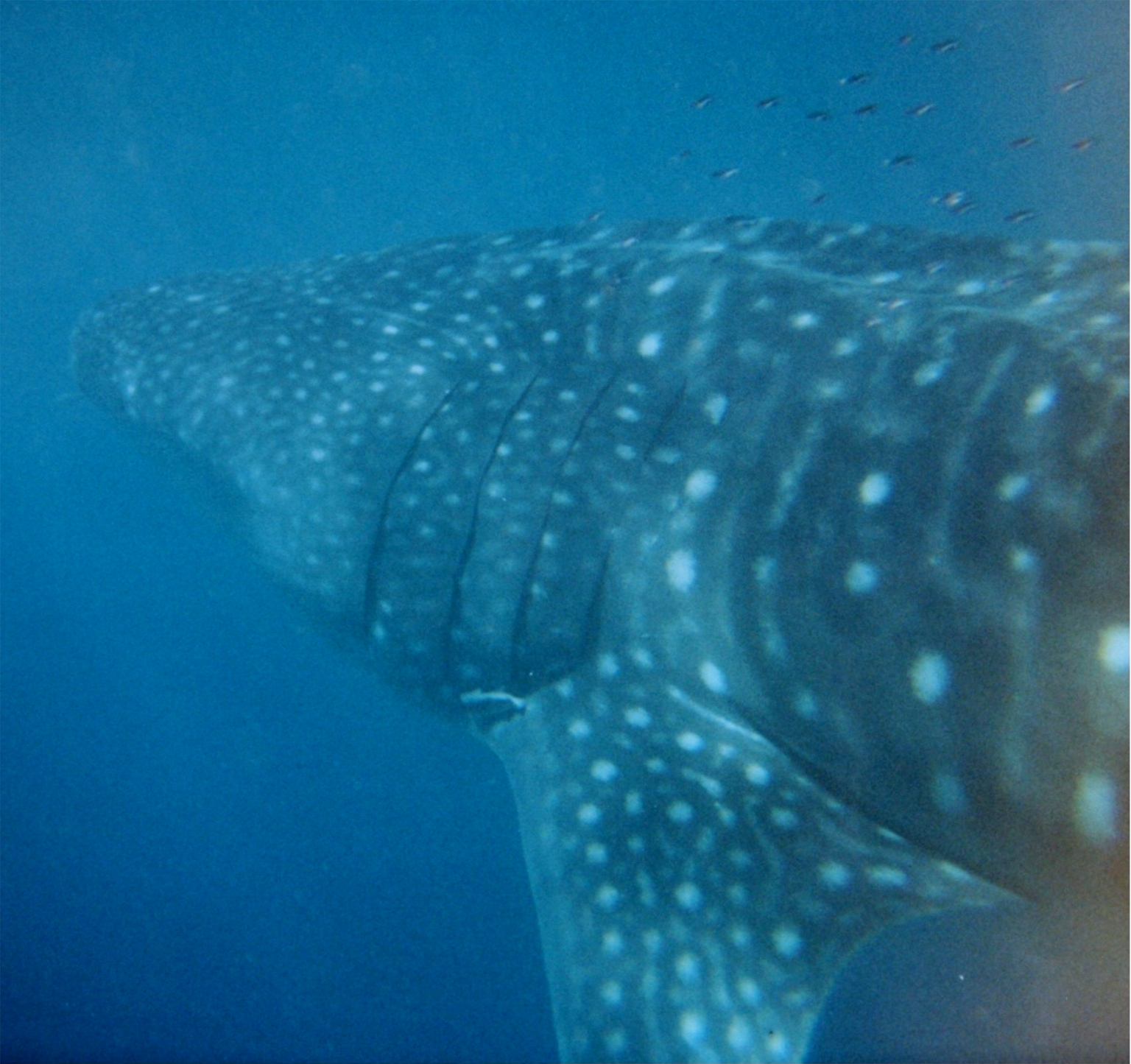
En valhaj vid revet.

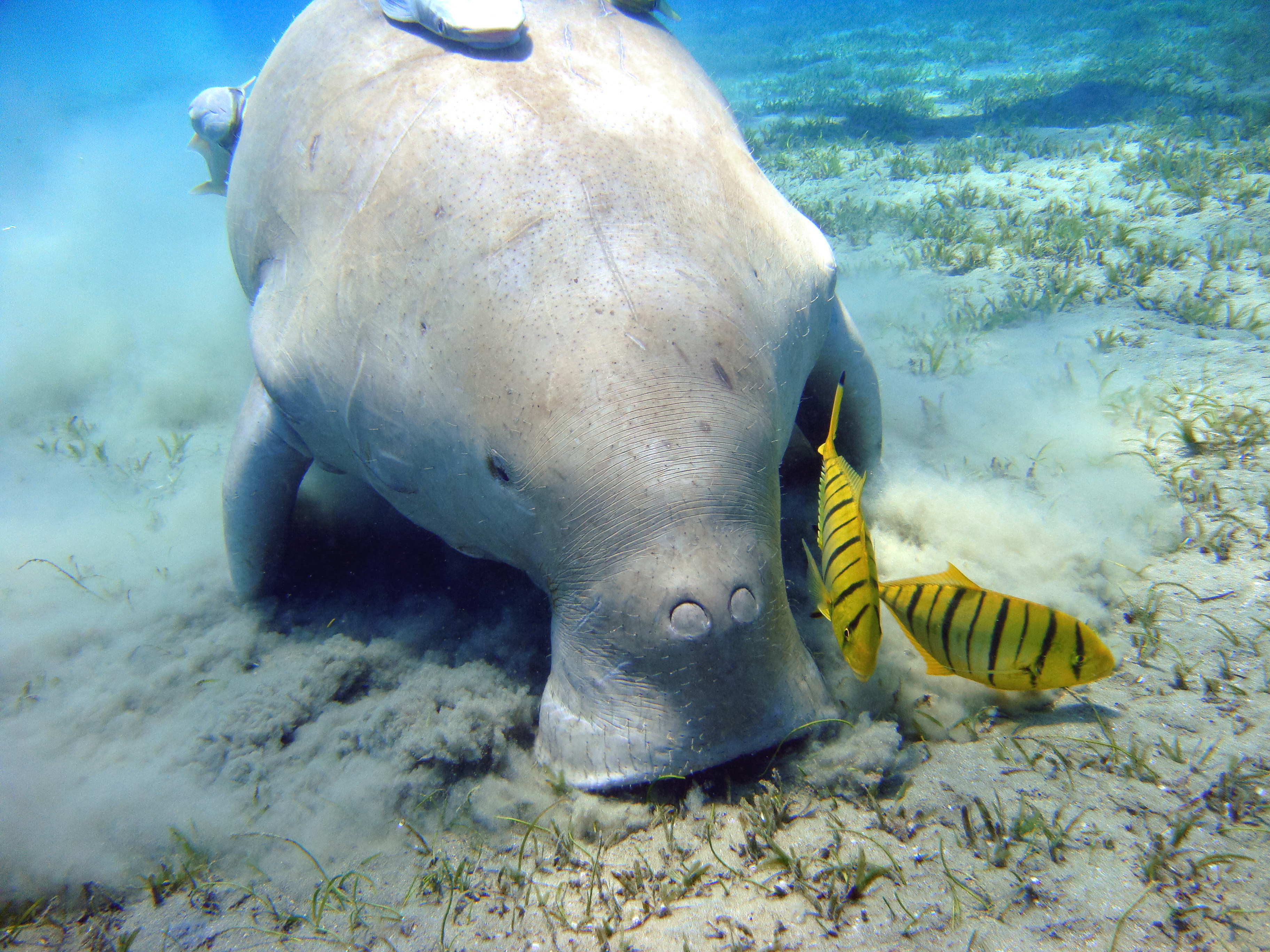
Dugong.

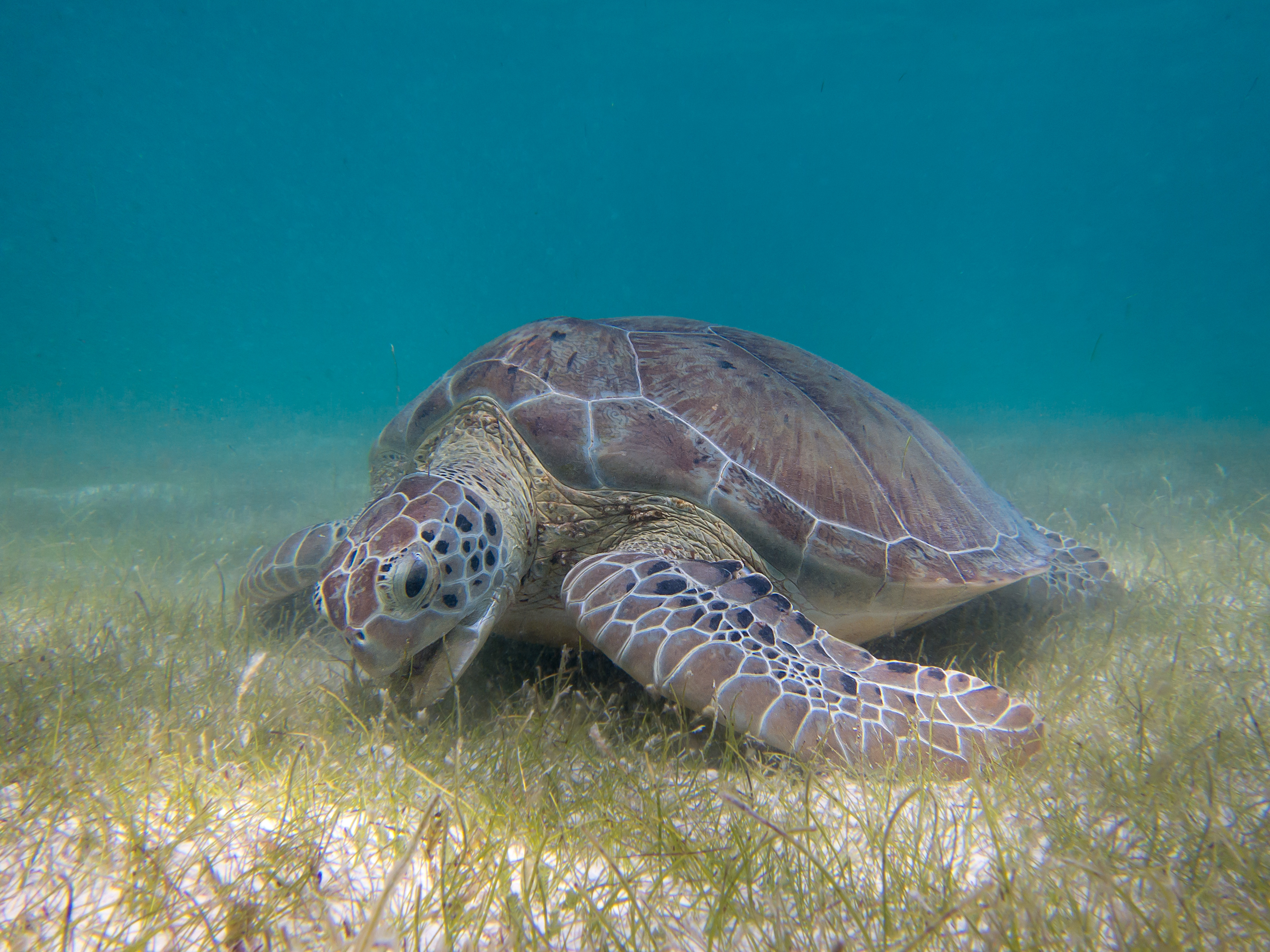
Grön havssköldpadda.

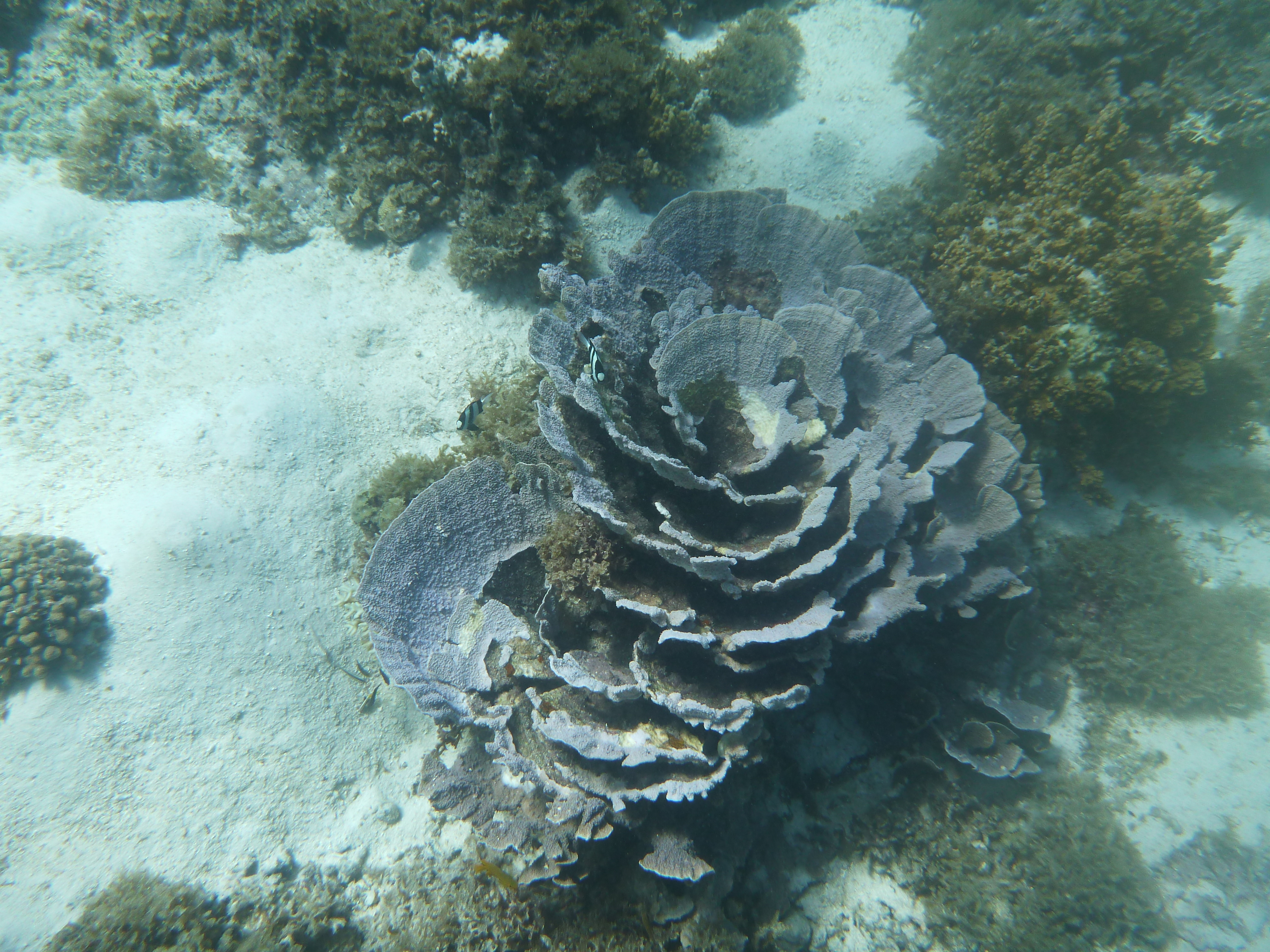
Del av korallrevet, 2012.

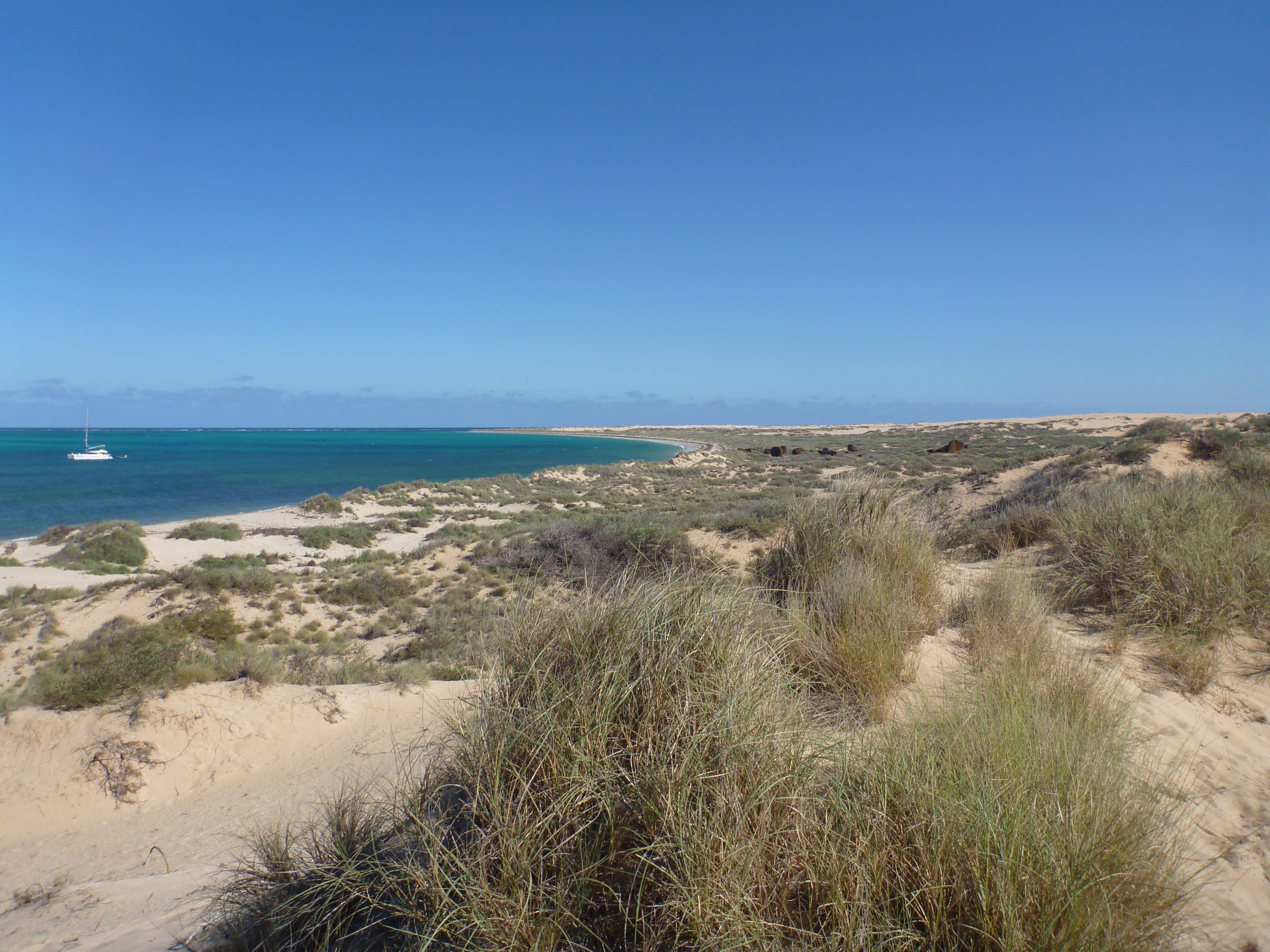
Del av strandlinjen.

Ningaloorevet är ett kustrev beläget utanför Australiens västkust, omkring 1200 km norr om Perth. Revet är 260 km långt och är Australiens största kustrev och det enda stora korallrevet verkligt nära en landmassa.
Revet är känt för valhajarna som kommer hit säsongsvis för att äta, och debatten kring bevarandet och dess potential som turistdestination. 1987 blev revet och de omkringliggande vattnen Ningaloo havspark.

## Arter i Ningaloorevet
Trots att revet är mest känt för valhajarna som lever här under mars till juni, är revet även rikt på koraller och annat marint djurliv. Under vintermånaderna, utgör revet en del av flyttvägarna för delfiner, dugonger, mantor och knölvalar. Revets stränder är viktiga föryngringsplatser för den oäkta karettsköldpaddan, grön havssköldpaddan och karettsköldpaddan. De är även beroende av revet bon och mat. Ningaloo har en stor mängd fiskar (500 arter), koraller (300 arter), blötdjur (600 arter) och många andra marina ryggradslösa djur. Revet ligger mindre än en halv kilometer från kusten i en del områden som Coral Bay.
2006, upptäckte forskare från Australian Institute of Marine Science, i marinparkens djupare vattenområden svampdjur som man tror är helt nyupptäckta arter.
Australiens federala miljöskyddsminister Peter Garrett meddelade 6 januari 2010 att Ningaloo Revet skulle nomineras till världsarv. Nomineringen skulle utvärderas de närmsta 18 månaderna av världsarvscentret i Paris, Frankrike.

## Skyddskontrovers
I början av första årtiondet på 2000-talet uppstod en kontrovers gällande bygget av en badort i området kallad Maud's Landing, som var ett större område för oäkta karettsköldpaddan. Man fruktade också att turistanläggningen skulle innebära en försämring av hela marinparken.
Den lokale författaren Tim Winton talade öppet i media mot anläggningen. 2002, då han vann Western Australian Premier's Book Awards, skänkte han 25 000 australiska dollar till kampanjen att rädda revet.
I slutänden förverkligades inte turistanläggningen, däremot finns exploatörers intresse kvar för området.

## Ningaloo Collaborative Research Cluster
Ningaloo Collaboration Cluster är ett större forskningsprojekt som startat i regionen 2007. Det är en del av CSIROs flaggskepp Collaboration Fund Research Initiative. Projektet involverar forskare från CSIRO, Sustainable Tourism Cooperative Research Centre och en rad Australiska universitet däribland Curtin University of Technology, Murdoch University, University of Western Australia, Australian National University och University of Queensland. Projektet ska leverera en dynamisk modell av Ningaloo omfattande socioekonomiska och miljömässiga belastningskonsekvenser som den mänskliga aktiviteten i området ger upphov till och som kan integreras med en ekologisk modell av området med det slutliga målet att utveckla planeringsverktyg och skötselmodeller för att säkra en hållbar användning av området.
Studien kommer involvera insamling och bearbetning av socioekonomisk data från turister och värdkommunerna Exmouth, Coral Bay och Carnarvon. Det kommer även omfatta insamling av data gällande den miljömässiga mänskliga aktivitetens påverkan inklusive naturresursanvändning, sopproduktion, föroreningar, synlig påverkan och påverkan av flora och fauna.
Projektet kommer att vara interaktivt och kommer involvera nyckelintressenter i regionen. Dessa intressenter kommer omfatta Department of Environment and Conservation (DEC), Shires of Carnarvon & Exmouth, local tourism organisations and Tourism WA, Gascoyne Development Commission, Departments of Water and Environment, forskare från Wealth from the Oceans and Ningaloo Project, Chambers of Commerce, Department of Energy and Resources, Department of Fisheries, Department for Planning and Infrastructure, Ningaloo Sustainable Development Committee and Ningaloo Sustainable Development Office, Yamatji Land and Sea Council representatives, och Ningaloos forskningsgrupp tillsammans med andra klusterprojektmedlemmar och statens Ningalooprojekt. Projektet kommer även engagera planläggare och ansvariga i regionen för att undersöka turismen.

## Ningaloo Marine Park
Denna består av områdena: 
- 1. Bundegi reservatområde.
- 2. Murats reservatområde.
- 3. Lighthouse Bay reservatområde.
- 4. Jurabi reservatområde.
- 5. Tantabiddi reservatområde.
- 6. Mangrove reservatområde.
- 7. Lakeside reservatområde.
- 8. Mandu reservatområde.
- 9. Osprey reservatområde.
- 10. Winderabandi reservatområde.
- 11. Cloates reservatområde.
- 12. Batemans reservatområde
- 13. Maud reservatområde.
- 14. Pelican reservatområde.
- 15. Cape Farquhar reservatområde.
- 16. Gnarraloo Bay reservatområde.
- 17. 3 Mile reservatområde.
- 18. Turtles reservatområde.
- 19. South Muirons skyddsområde.
- 20. North Muirons skyddsområde.
- 21. Sunday Island skyddsområde.